# Qaynaq
Qaynaq è un comune dell'Azerbaigian situato nel distretto di Tərtər. Conta una popolazione di 1 590 abitanti.